# HMS Centaur (R06)
Авіаносець «Сентор» (англ. Centaur (R06)) — британський авіаносець однойменного типу.

## Історія створення
Авіаносець «Сентор» був закладений на верфі «Harland and Wolff» у Белфасті 30 травня 1944 року, спущений на воду 22 квітня 1947 року. Вступив у стрій 1 вересня 1953 року.

## Історія служби
Авіаносець «Сентор» ніс службу в Середземному морі. У 1956 року він вирушив на Далекий Схід.
У 1957—1958 роках авіаносець пройшов модернізацію, під час якої на ньому встановили дві парові катапульти BS-4, здатні запускати літаки масою до 18 т. Також були демонтовані зенітні автомати «Бофорс», розміщені на польотній палубі, та модернізоване радіоелектронне обладнання.
Після модернізації корабель ніс службу в Середземному морі та північній Атлантиці. У квітні 1959 року він брав участь у зйомках фільму «Потопити „Бісмарк“» (англ. Sink the Bismarck!), де виконував роль авіаносця «Арк Роял».
У 1961 році авіаносець був знову модернізований. Зокрема, на ньому встановили нові аерофініцери. Після ремонту він ніс службу в Середземному морі, на Близькому Сході, в Індійському океані та на Далекому Сході. У 1965 році здійснював патрулювання біля берегів Індонезії, під час Індонезійсько-Малазійської конфронтації.
З 1966 року авіаносець вивели в резерв та використовували як допоміжне судно. 11 серпня 1972 року його продали на злам.